# SN 2009nl
SN 2009nl – supernowa typu Ic odkryta 23 października 2009 roku w galaktyce A033947-1113. W momencie odkrycia miała maksymalną jasność 18,70m.